# NGC 7753
NGC 7753 est une galaxie spirale intermédiaire située dans la constellation de Pégase. NGC 7753 a été découverte par l'astronome germano-britannique William Herschel en 1784.
NGC 7753 forme avec sa voisine NGC 7752 une paire de galaxies en interaction gravitationnelle. La paire figure dans l'atlas des galaxies particulières d'Halton Arp sous la cote Arp 86, avec la note suivante : « galaxie avec double bras menant au compagnon ».
Leurs orbites respectives favorisent le transfert de matières, ce qui pourrait expliquer l'important taux de formation d'étoiles chez le compagnon (NGC 7752). On estime en effet qu’environ 5% de la masse des gaz présents dans la grande galaxie a été transférée à ce dernier.

## Description
Sa vitesse par rapport au fond diffus cosmologique est de 4 817 ± 24 km/s, ce qui correspond à une distance de Hubble de 71,0 ± 5,0 Mpc (∼232 millions d'al).
La classe de luminosité de NGC 7753 est II-III et elle présente une large raie HI.
En raison d'une brillance de surface égale à 14,10 mag/am2, on peut qualifier NGC 7753 de galaxie à faible brillance de surface (LSB en anglais pour low surface brightness). Les galaxies LSB sont des galaxies diffuses (D) avec une brillance de surface inférieure de moins d'une magnitude à celle du ciel nocturne ambiant.
NGC 7753 a été utilisée par Gérard de Vaucouleurs dans son atlas de galaxies comme exemple de galaxie de type morphologique SAB(rs)bc.
À ce jour, quatre mesures non basées sur le décalage vers le rouge (redshift) donnent une distance de 30,275 ± 3,972 Mpc (∼98,7 millions d'al), ce qui est à l'extérieur des valeurs de la distance de Hubble.

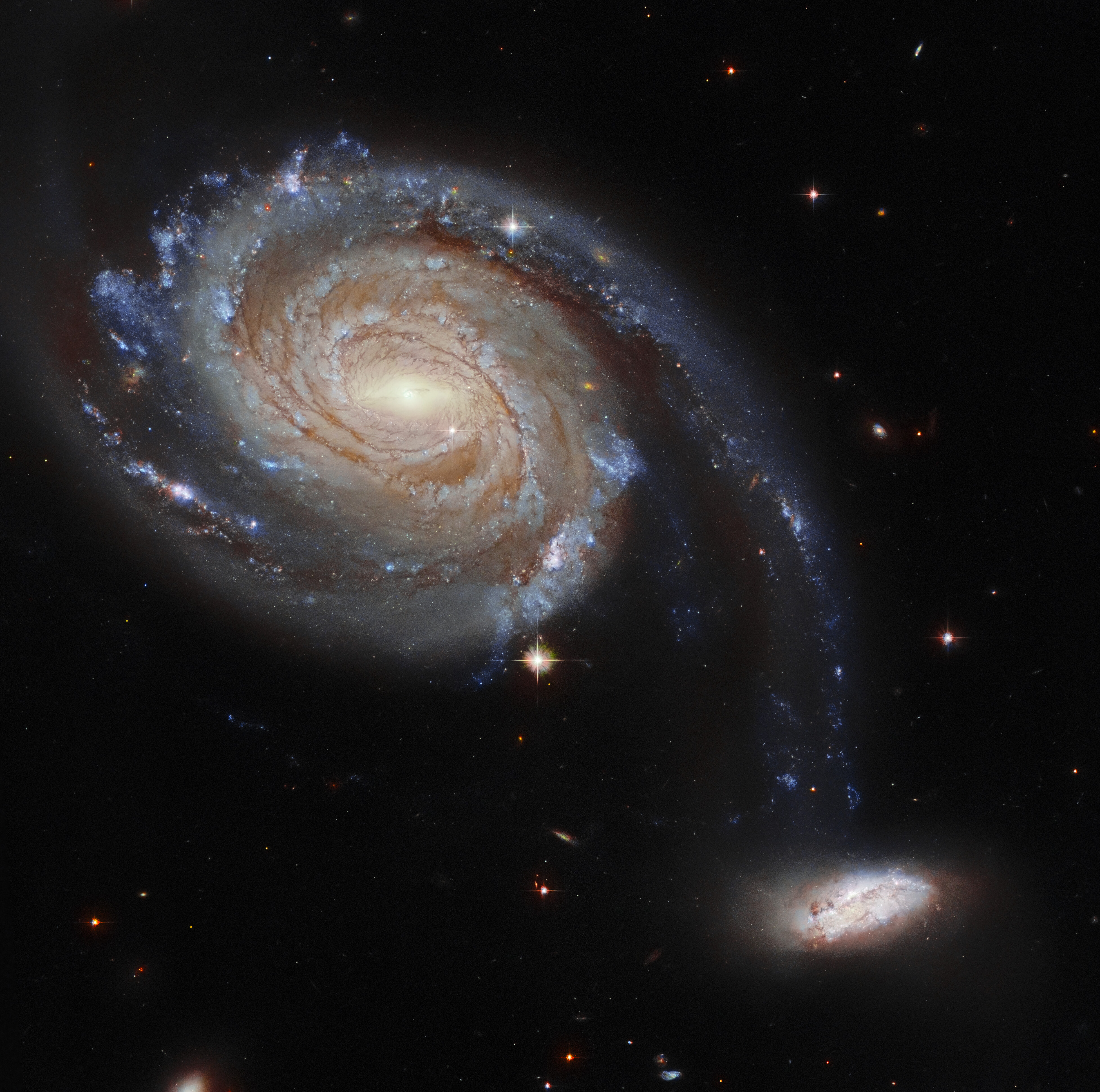
NGC 7753 (en haut) et NGC 7752 (en bas) imagées par le télescope spatial Hubble.

## Supernova
Quatre supernovas ont été observées dans NGC 7753 : SN 2006A, SN 2006ch, SN 2013Q et SN 2015ae.

### SN 2006A
Cette supernova a été découverte le 2 janvier 2006 par l'astronome amateur britannique Tom Boles. D'une magnitude apparente de 18,1 au moment de sa découverte, son type n'a pu être identifié.

### SN 2006ch
Cette supernova a été découverte le 9 mai 2006 par l'astronome japonais Koichi Itagaki. D'une magnitude apparente de 16,5 au moment de sa découverte, elle était de type Ia.

### SN 2013Q
Cette supernova a été découverte le 25 janvier 2013 par les astronomes chinois Zhijian Xu et Xing Gao. D'une magnitude apparente de 17,5 au moment de sa découverte, elle était de type Ia.

### SN 2015ae
Cette supernova a été découverte le 6 août 2015 par l'astronome japonais Koichi Itagaki. D'une magnitude apparente de 17,3 au moment de sa découverte, elle était de type II.